# Забытые (телефильм, 1989)
«Забытые» (англ. The Forgotten) — американский телевизионный криминальный боевик режиссёра Джеймса Кича по рассказу Пола Стэплза. Премьера телефильма состоялась 26 апреля 1989 года.

## Сюжет
Шестеро бывших американских военнопленных, освобождённых через семнадцать лет после войны во Вьетнаме, приезжают в Бонн чтобы раскрыть политические секретные материалы, указывающие на их смерть.

## В ролях
- Кит Кэррадайн — капитан Том Уоткинс
- Стив Рэйлсбэк — лейтенант Джесс Брейди
- Пепе Серна — сержант Пип Гутиеррес
- Ричард Лоусон — сержант Фрэнк МакДермотт
- Дон Кит Оппер — сержант Питер Лоуэлл
- Майкл Чэмпион — сержант Элмер Миллер
- Ци Ма — премьер-министр
- Брюс Боа — Пирс
- Мими Мэйнард — Клаудия Фельдхаус
- Уильям Лакинг — полковник Джек Уэстфорд
- Кай Вулфф — Фельдхаус
- Стейси Кич — Адам Рот
- Луиза Ломбард — Кристина
- Сандра Уилл — майор Уайт
- Эрин Донован — репортёр
- Саймон Харрисон — репортёр
- Матко Рагуз — репортёр
- Джефф Хардинг — офицер
- Дэнни Салварин — Чаплин
- Диана Гринвуд — медсестра
- Мэтт Циммерман — военный атташе
- Йэн Тайлер — офицер связи
- Петар Бунтик — телохранитель
- Божидар Смилянич — немец
- Клара Докманович — убийца
- Сретен Мокрович — полицейский

## Съёмочная группа
- Постановка: Джеймс Кич
- Сценарий: Пол Стэплз (сюжет), Джеймс Кич, Стив Рэйлсбэк, Мэттью Барр, Гленн М. Бенест
- Оператор: Вилько Филач
- Продюсер: Диана Гринвуд, Кит Кэррэдин, Джеймс Кич, Стив Рэйлсбэк
- Художник-постановщик: Целжко Сенечич
- Композитор: Лоуренс Розентал
- Монтаж: Джек Хофстра

## Награды
1990 — Премия Национальной ассоциации кабельного телевидения лучшей актрисе второго плана в кино или мини-сериале — Мими Мэйнард